# 大阪市立苗代小学校
大阪市立苗代小学校（おおさかしりつ なわしろ しょうがっこう）は、大阪府大阪市阿倍野区にある公立小学校。

## 概要
阿倍野区の中央部付近を校区とし、学校敷地は庚申街道とあびこ筋に挟まれる形で立地している。従来の大阪市立常盤小学校・大阪市立丸山小学校・大阪市立阿倍野小学校・大阪市立長池小学校・大阪市立北田辺小学校の5小学校の校区の一部を分離再編して1951年に開校した。
校名は校区内に昭和時代初期まであった「苗代田池」や、創立当時学校の近くにあった南海平野線（1980年に廃線）の苗代田停留場、および学校周辺の旧地名が苗代田だったことに、直接の由来がある。
校名にはこのほか、一般名詞の「苗代」の意味にもかけ、苗代で育つ稲の苗のように子どもたちがすくすくと成長するようにという願いも込められている。また阿倍野区の小学校では、晴明丘小学校の「丘」・丸山小学校の「山」・金塚小学校の「塚」・長池小学校の「池」・阿倍野小学校の「野」というように自然を連想させる校名が多くみられることから、「『苗代』は田んぼを連想させる」という点も考慮されている。
校歌は、当時校区に在住していた詩人・小野十三郎が作詞を手がけている。

## 沿革
阿倍野区は太平洋戦争時の空襲被害がほかの行政区と比較すると相対的に軽微だったこともあり、終戦直後の1940年代後半に他地域からの転入人口が急増し、それに伴い地域の児童数も増加していた。また同時期にはベビーブームも重なり、「ベビーブーム世代が小学校に入学する1950年代半ばには、従来の小学校だけでは児童の収容が不可能になる」という見通しになった。そのため小学校の増設計画が立てられ、現在地に校地を選定して開校した。
- 1951年4月1日 - 大阪市立苗代小学校として、現在地に開校。
- 1971年3月7日 - 校歌を制定。

## 特色ある教育
- 2013年よりプログラムロボットの学習を開始。2014年6月には、レゴジャパン株式会社レゴ エデュケーション、阿倍野区、大阪教育大学科学教育センターと覚書を締結[1]して、本格的に研究を開始する。

## 通学区域
- 大阪市阿倍野区
  - 阿倍野筋4丁目（一部）
  - 阪南町1丁目（一部を除く）
  - 昭和町1丁目
  - 昭和町2丁目（一部）
  - 桃ヶ池町1丁目（一部）

卒業生は大阪市立阿倍野中学校と大阪市立昭和中学校に分かれて進学する。

## 出身者
- 山本潤子 - 歌手（ハイ・ファイ・セット等のボーカル）
- 田中綾子 - 女優
- 中須賀真一 - 工学博士（航空学)
- ゴリ（ガレッジセール） - お笑いタレント、俳優、映画監督
- ボンざわーるど - お笑い芸人
- 廣岡大志 - 野球選手（オリックス・バファローズ）

## 交通
- 地下鉄御堂筋線 昭和町駅 北西へ約100m。
- 地下鉄谷町線 文の里駅 南西へ約50m。